# Inovecké dubiny
Inovecké dubiny este o arie protejată (arie specială de conservare — SAC, sit de importanță comunitară — SCI) din Slovacia întinsă pe o suprafață de 428,47 ha, integral pe uscat.

## Localizare
Centrul sitului Inovecké dubiny este situat la coordonatele 48°35′42″N 17°54′05″E / 48.595075°N 17.901353°E.

## Înființare
Situl Inovecké dubiny a fost declarat sit de importanță comunitară în decembrie 2021.

## Biodiversitate
Situată în ecoregiunea alpină, aria protejată conține 2 habitate naturale: Păduri pe pante, grohotișuri și ravene de Tilio-Acerion, Păduri stepice euro-siberiene cu Quercus spp..
La baza desemnării sitului se află un număr nedeclarat de specii protejate.